# Tathágata
A Tathágata (dévanágari: तथागत, szanszkrit: t̪əˈt̪ʰɑːɡət̪ə) páli és szanszkrit szó a páli kánon szövegeiben használt kifejezés, amellyel a történelmi Buddha saját magára utal. Általános fordítása az „aki így ment” (tathá-gata) vagy „ekként távozott” (tathá-ágata). Ez arra utal, hogy a Tathágata minden keletkezés és elmúlás – minden átmeneti jelenség – fölött áll. Más értelmezés is létezik és valójában az eredeti jelentés nem tisztázott.
A kifejezést szinonimaként is használják az Arhat szó helyett, amely azt jelenti, hogy valaki az életében elérte a megvilágosodást és bizonyos értelemben már nem is ember... "egy tathágata, egy magasabb szintű élőlény (uttama-puriszo)".
A Falun kung kínai meditációs hagyományban a Tathágata egy létsík, vagy birodalom legmagasabb elérhető szintje. Az ezt a szintet elért Tathágata képes megjelenni és kapcsolatba lépni az emberekkel. A Falun Kung alapítója Li Hongcsi azt állítja, hogy Jézus és Lao-ce is a Tathágata szintjén voltak.

## A szó eredete és értelmezése
A szó eredeti jelentése nem ismert, Buddhagósza ideje óta csak találgatások folynak. Buddhaghósza viszont nyolc értelmezést is adott a kifejezésre a Dígha-nikája magyarázószövegeiben, a Szumangalailaszini-ben:
1. Ő, aki ilyen módon érkezett.
2. Ő, aki ilyen módon járt.
3. Ő, aki a tudás ösvényén keresztül jutott a dolgok valódi lényegéhez.
4. Ő, aki elnyerte az igazságot.
5. Ő, aki észlelte az igazságot.
6. Ő, aki kinyilatkozza az igazságot.
7. Ő, akinek a szavai és cselekedetei egyeznek.
8. A nagy orvos, akinek az orvossága mindent gyógyítanak.

A modern tudósok úgy vélik, hogy a szanszkrit nyelvtan legalább két lehetőséget ad ennek az összetett szónak a felosztására: vagy tathá és ágata vagy tathá és gata. A tathá jelentése eként, amely a úgy értelmezhető a buddhizmus szerint, hogy a valóság, ahogy van (jathá-bhúta).
Egy buddha vagy egy arhat az, aki "úgy ismeri és látja a valóságot, ahogy az van". A gata ("jött") a gam ("menni, utazni"), az ágata ("jött") pedig a "jön, érkezik" igető melléknévi igeneve. 
Richard Gombrich akadémikus magyarázata szerint viszont összetett szavakban a -gata toldalék gyakran elveszíti a szó szerinti jelentését és csak annyit jelöl, hogy "lenni". A tathágata szó, eszerint annyit jelent, hogy "valaki, aki ilyen" – nincs irány megjelölve.
Theodore Stcherbatsky szerint a Tathágata kifejezés eredete nem buddhista és akkor lehet a legjobban megérteni a jelentését, ha megnézzük a használatát nem buddhista művekben, mint például a Mahábhárata című hindu eposz.